# Bridgetown (West-Australië)
Bridgetown is een plaats in de regio South West in West-Australië. Het ligt langs de Blackwood, ongeveer 270 kilometer ten zuiden van Perth en 88 kilometer ten zuidoosten van Bunbury. Bridgetown is het administratieve en dienstencentrum van het lokale bestuursgebied (LGA) Shire of Bridgetown-Greenbushes en telde 3.168 inwoners in 2021.

## Geschiedenis
De eerste die de streek verkende was de kolonist Thomas Turner uit Augusta toen hij in 1834 de Blackwood stroomopwaarts volgde tot de vertakking met de rivier Arthur. Hij werd in 1845 gevolgd door landmeter Augustus C Gregory die in 1852 terugkeerde om het gebied op te meten. In 1857 waren John Blechynden en Edward Hester de eerste blanken die zich er vestigden en grond huurden om vee te kweken. Het Nyungahvolk had het gebied tienduizenden jaren bewoond. De 21-jarige Blechynden vestigde zich op een kavel langs de Blackwood en bouwde er de hofstede "Bridgedale". Die is tegenwoordig eigendom van de National Trust.

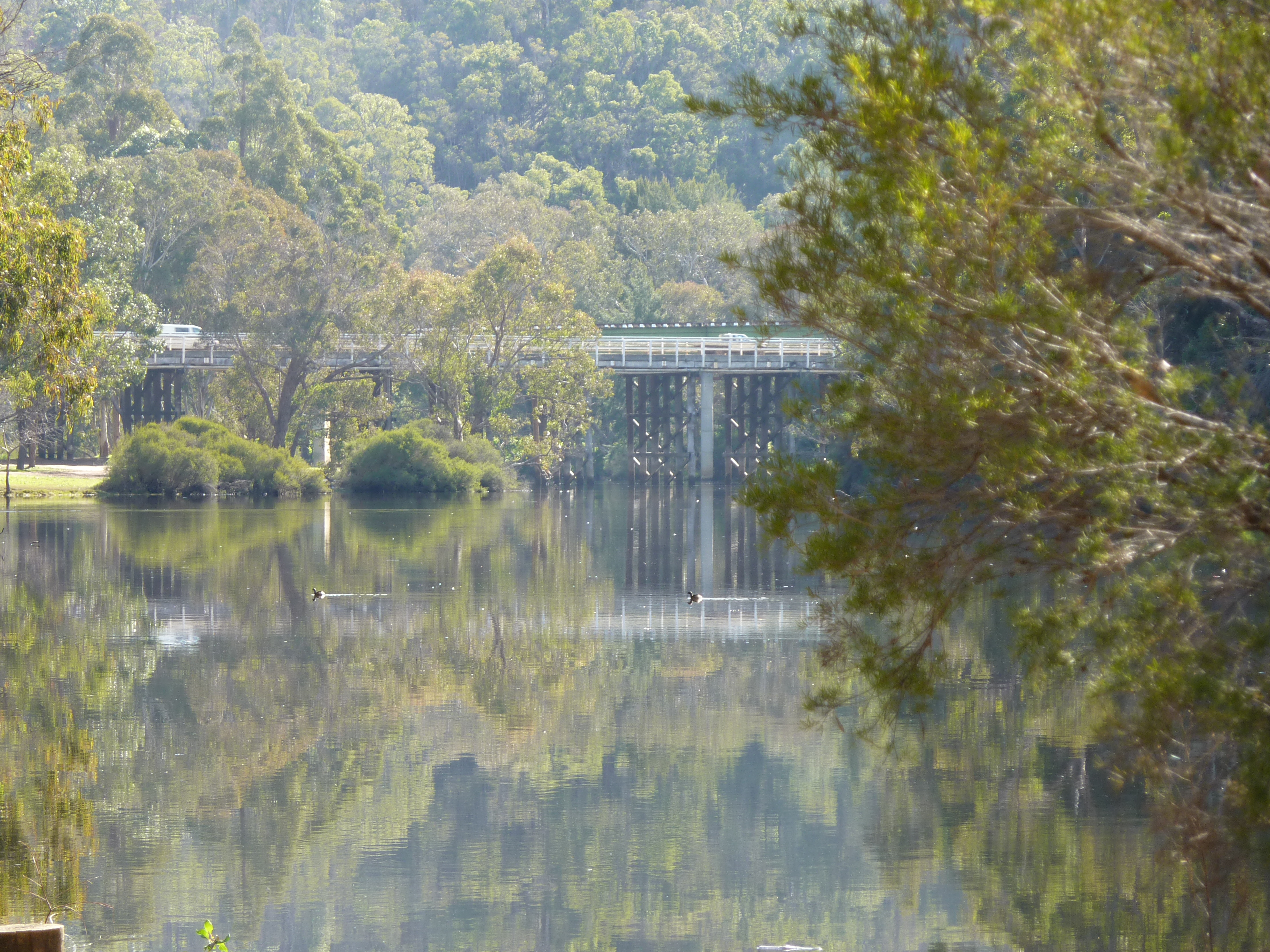
Bridgetown Bridge

De eerste Bridgetownbrug over de Blackwood werd in 1862 door W. Forrest aan het Fordhuis gebouwd. Ze werd nog voor ze af was weggespoeld tijdens een overstroming. De tweede brug werd tussen de Bridgedale hofstede en het oude politiekantoor, ten westen van de weggespoelde brug, gebouwd. In 1881 werd een derde sterkere brug gebouwd door G.W. Floyd met gevangenen als arbeidskrachten. In 1936 werd een vierde brug gebouwd onder het management van Main Roads Department en werd de South Western Highway daar naartoe verlegd. Deze brug was de eerste die gebouwd werd met bewerkt hout uit een zagerij. De huidige brug werd in 1981 gelegd. Er werd geen gebruik meer gemaakt van hout.
James Forrest werd in 1862 de eerste tijdelijke politieman van de streek. Na hem werd Constable Abraham
Moulton benoemd als de eerste vaste politieman. Moulton's vrouw werd postmeesteres in 1866. In 1867 werd het eerste politiekantoor gebouwd op de zuidelijke oever van de Blackwoodrivier.
De plaats groeide en werd "Geegelup" genoemd. Men vermoedde naar de Aboriginesnaam voor de plaatselijke rivierkreeften, de gilgies. Volgens recent onderzoek zou Geegelup echter "plaats van de speren" betekenen. John Allnutt, die er de eerste boomgaard aanplantte, stelde voor de naam te veranderen naar Bridgetown vanwege de brug over de Blackwood en de bark "Bridgetown" die de eerste lading wol uit Geegelup in Bunbury oplaadde voor export naar het Verenigd Koninkrijk. Na veel discussie werd het dorp Bridgetown op 4 juni 1868 gesticht door gouverneur J.S. Hampton. Op 9 juni verscheen de stichting in het staatsblad en was ze officieel. 30 jaar lang zou Bridgetown het enige handelscentrum tussen Albany en Bunbury blijven.
Tegen 1872 had het dorp zeven huizen waaronder het politiekantoor, een hotel en een kruidenier. In 1879 was Bridgetown aangegroeid tot een twintigtal huishoudens met meerdere winkels en publieke gebouwen. In 1880 werden de Old Goal & Police Quarters gebouwd door James Gibb voor 423 pond. Het was een stenen gebouw met een dak van jarrah en veranda vooraan. Het bestond uit een kantoor, woongelegenheid en cellen. De stallen van het oude politiegebouw werd naar het nieuwe politiegebouw overgebracht.
Tijdens de goldrush op het einde van de 19e eeuw was er veel vraag naar hout en ontstonden er in de streek rond Bridgetown verschillende houtzagerijen. In 1895 opende de eerste op stoom aangedreven zagerij. In 1898 werd de spoorweg in Bridgetown geopend waardoor fruit en hout gemakkelijker getransporteerd konden worden. Sommige arbeiders die aan de aanleg van de spoorweg gewerkt hadden bleven in de streek wonen. Er werd een tweede politieman aangesteld. Er werden nog verscheidene renovaties en uitbreidingswerken aan de politiegebouwen uitgevoerd. In 1970 werd elders een volledig nieuw politiekwartier met gerechtszaal gebouwd. Het oude politiegebouw werd in 1995 gerenoveerd en verhuurd als residentie. Tegenwoordig huist de Bridgetown Historical Society erin en is het een museum. Het spoorwegstation uit 1898 werd eind jaren 1970 gesloten.

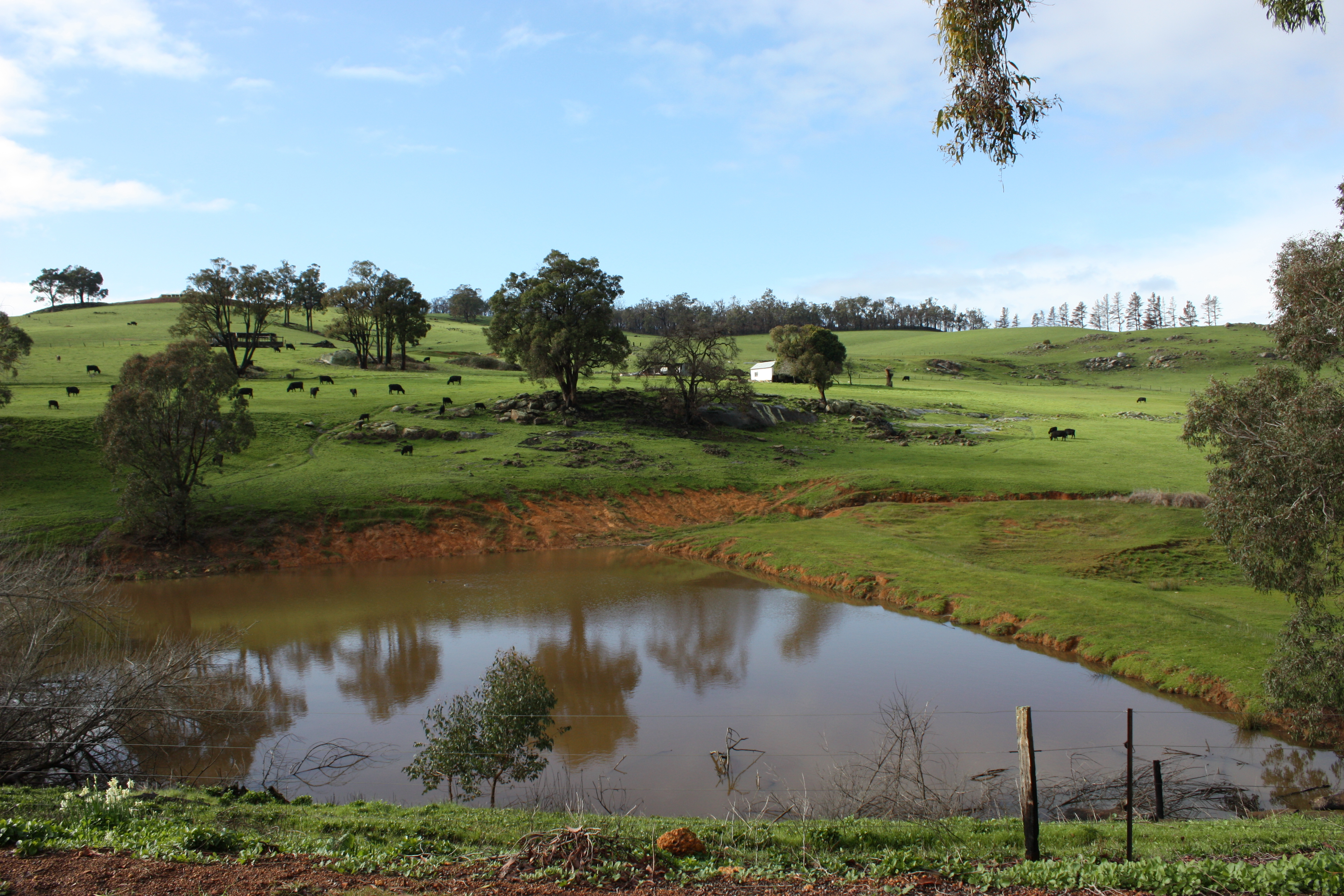
Landschap in Bridgetown

In 1885 werd de Bridgetown Agricultural Society opgericht die landbouwers en fruitboeren ondersteunde en opleidde en een forum was om informatie uit te wisselen. Bridgetown ontwikkelde tot leverancier van schapen, runderen, zuivel, hout, noten en fruit. De Bridgetown Agricultural Society bestaat nog.
In 1902 werd een schooltje gebouwd, de Glenlynn School. In 1912 werd het oude post- en telegraafkantoor uit 1886 vervangen door een nieuw postgebouw. Het oude postkantoor werd in 1980 gesloopt en is tegenwoordig een parking. Het nieuwe werd nog enkele keren aangepast en gerenoveerd en is nog steeds in gebruik.
Tijdens de Eerste Wereldoorlog trokken veel jonge mannen uit de streek naar het front waardoor de boerderijen het moeilijk hadden. Na de oorlog maakte de streek deel uit van Soldier Settlement Schemes en later van het Group Settlement Scheme. Tijdens de crisis van de jaren 30 werd een boterfabriek opgericht in de hoop de werkloosheid tegen te gaan. Tijdens de Tweede Wereldoorlog werden Italiaanse krijgsgevangenen aan het werk gezet op de boerderijen rond Bridgetown om het arbeidstekort op te lossen.
Tijdens de jaren 1960-1970 werden vele boerderijen verkocht aan stadsmensen die een rustiger leven zochten. Er was veel vraag naar kavels voor woningen en hobbyboerderijen en er werd veel verkaveld en gebouwd. Al die nieuwe infrastructuur doet afbreuk aan het uitzicht van het platteland waardoor een nieuwe golf rustzoekers zich niet tot de streek aangetrokken voelt. In de jaren 1980 werden veel boomgaarden en fruitbedrijven vernietigd door een mottenplaag en vervangen door veeteelt en houtplantages.

## Toerisme
Er zijn veel gebouwen in het dorp die ouder zijn dan 100 jaar. De Bridgedale hofstede kan bezocht worden.
De Brierley Jigsaw Gallery is een legpuzzelmuseum.
Er zijn verscheidene wandelingen in de landelijke streek : Greenbushes Pool Boardwalk, Greenbushes Loop Walk, Bridgetown Jarrah Park, Hester Forest Walks, Winnejup Reserve Walk, Maslin Reserve Trails, Blackwood River Walk, Old Rectory Walk, Sunnyside Reserve, Dorothy Scott Bushland, New Zealand Gully Walk en Mining Heritage Walk.

## Transport
Bridgetown ligt langs de South Western Highway die Perth via Bunbury met Walpole verbindt. De SW2-busdienst van Transwa, tussen Perth en Pemberton, doet Bridgetown enkele keren per week aan.
Bridgetown ligt langs een spoorweg die deel uitmaakt van het goederenspoorwegnetwerk van Arc Infrastructure. Er rijden geen reizigerstreinen meer.

## Klimaat
Bridgetown kent een gematigde mediterraan klimaat, Csb volgens de klimaatclassificatie van Köppen.  De  jaarlijkse gemiddelde temperatuur bedraagt er 15,1 °C en er valt jaarlijks gemiddeld 808 mm neerslag.
| Maand                                  | jan  | feb  | mrt  | apr  | mei  | jun   | jul   | aug   | sep  | okt  | nov  | dec  | Jaar  |
| -------------------------------------- | ---- | ---- | ---- | ---- | ---- | ----- | ----- | ----- | ---- | ---- | ---- | ---- | ----- |
| Hoogste maximum (°C)                   | 43,5 | 46,1 | 41,5 | 36,9 | 31,6 | 24,6  | 24,3  | 26,6  | 29,8 | 35,8 | 39,4 | 41,5 | 46,1  |
| Gemiddeld maximum (°C)                 | 30,0 | 29,8 | 27,4 | 23,4 | 19,6 | 16,7  | 15,7  | 16,4  | 17,6 | 20,5 | 24,4 | 27,4 | 22,4  |
| Gemiddeld minimum (°C)                 | 13,2 | 13,5 | 11,9 | 9,3  | 6,8  | 5,1   | 4,5   | 5,1   | 6,0  | 7,2  | 9,4  | 11,0 | 8,6   |
| Laagste minimum (°C)                   | 0,9  | 0,5  | −0,9 | −2,2 | −5,2 | −5,7  | −4,4  | −3,9  | −2,8 | −2,2 | −0,9 | 0,0  | −5,7  |
|                                        |      |      |      |      |      |       |       |       |      |      |      |      |       |
| Neerslag (mm)                          | 17,2 | 12,3 | 20,4 | 48,7 | 99,3 | 114,7 | 130,3 | 122,5 | 88,1 | 42,7 | 30,1 | 19,7 | 721,4 |
| Regendagen (dag)                       | 3,9  | 3,6  | 5,8  | 11,4 | 18,2 | 21,3  | 24,3  | 23,4  | 19,1 | 12,6 | 7,4  | 5,0  | 156   |
| Bron: Australian Bureau of Meteorology |      |      |      |      |      |       |       |       |      |      |      |      |       |

Acton Park · Alexandra Bridge · Allanson · Augusta · Balingup · Benger · Binningup · Boyanup · Boyup Brook · Bramley · Bridgetown · Brookhampton · Brunswick Junction · Bunbury · Burekup· Busselton · Capel · Carbunup River · Chowerup · Collie · Cookernup · Cowaramup · Cundinup · Dardanup · Deanmill · Dingup · Dinninup · Donnelly River · Donnybrook · Dunsborough · Elgin · Ferguson · Forest Grove · Forrest Beach · Gnarabup · Gracetown · Greenbushes · Harvey · Hester · Jardee · Jarrahwood · Karridale · Kirup · Kudardup · Kulikup · Ludlow · Manjimup · Margaret River · Mayanup · Metricup · Mullalyup · Myalup · Nannup · Northcliffe · Nyamup · Pemberton · Peppermint Grove Beach · Prevelly · Quindalup · Quinninup · Roelands · Rosa Brook · Shotts · Stratham · Uduc · Vasse · Walpole · Waterloo · Wilga · Windy Harbour · Witchcliffe · Wilyabrup · Wokalup · Wonnerup · Worsley · Yallingup · Yalup Brook · Yarloop · Yoongarillup · Yornup